# Bram Schmitz
Bram Schmitz (Terborg, 23 april 1977) is een Nederlands voormalig wielrenner.
Schmitz werd in 1999 prof bij TVM, dat in 2000 verderging als Farm Frites. Toen die ploeg in 2001 fuseerde met Domo was er geen plaats meer voor Schmitz. Hij kwam toen bij de bescheiden Bankgiroloterijploeg terecht. Van 2003 tot 2006 reed Schmitz voor T-Mobile Team. Bij T-Mobile kampte hij met een reeks van blessures in het laatste jaar. Hij had een gebroken enkel en een darmvirus, waardoor zijn contract niet verlengd werd. In 2011 reed hij voor Veranda's Willems-Accent. Vanaf oktober 2012 is Schmitz lid van de triathlonvereniging 'de Triotters' te Eindhoven. 
Bram Schmitz was naast het wegwielrennen ook actief in het veldrijden.

## Belangrijkste overwinningen weg
2000
- Challenge de Hesbaye

2001
- 5e etappe Prueba Challenge Costa Brava - Lloret de Mar

2002
- 4e etappe Ster Elektrotoer

2003
- Bergklassement Ronde van Luxemburg
- Eindklassement Ronde van Rhodos

2005
- 4e etappe Ronde van Luxemburg

2007
- Omloop Houtse Linies
- Omloop van de Glazen Stad
- 1e etappe Cinturón Ciclista a Mallorca
- 3e etappe Cinturón Ciclista a Mallorca

2008
- Omloop Houtse Linies
- Vlaamse Pijl
- Rund um Düren
- Bergklassement Ster Elektrotoer

2009
- Ster van Zwolle
- Eindklassement Ronde van Normandië

## Resultaten in voornaamste wedstrijden
| Jaar | Ronde van Italië | Ronde van Frankrijk | Ronde van Spanje |
| ---- | ---------------- | ------------------- | ---------------- |
| 2002 |                  |                     |                  |
| 2003 |                  |                     |                  |
| 2005 | 115e             |                     |                  |
| 2006 |                  |                     |                  |
| 2011 |                  |                     |                  |

| Jaar | Gent-Wevelgem | Ronde van Vlaanderen | Amstel Gold Race | Luik-Bast.‑Luik | Waalse Pijl |  | WK op de weg |
| ---- | ------------- | -------------------- | ---------------- | --------------- | ----------- |  | ------------ |
| 2002 | 69e           |                      | 17e              |                 |             |  | 146e         |
| 2003 |               | 80e                  | 99e              |                 |             |  | 91e          |
| 2005 |               |                      |                  | opgave          |             |  |              |
| 2006 |               | opgave               | opgave           |                 |             |  |              |
| 2011 | opgave        | 119e                 | 125e             |                 | opgave      |  |              |

## Belangrijkste resultaten veld
1997-1998
- 1e Boxtel
- 2e Nederlands kampioenschap veldrijden onder 23 jaar
- 13e Wereldkampioenschap veldrijden onder 23 jaar

1998-1999
- 1e Moergestel
- 1e Boxtel
- 2e Nederlands kampioenschap veldrijden onder 23 jaar
- 14e Wereldkampioenschap veldrijden onder 23 jaar

1999-2000
- 1e Moergestel
- 1e Boxtel

2004-2005
- 1e Eindhoven

2008-2009
- 1e Boxtel
- 1e Woerden